# Georg Theodor Meyer

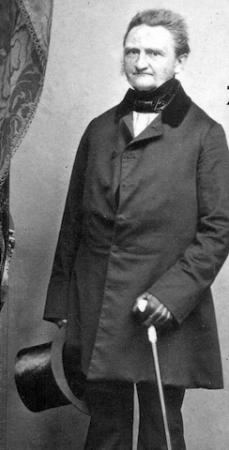
Georg Theodor Meyer

Georg Theodor Meyer (* 5. Februar 1798 in Lüneburg; † 12. September 1870 ebenda) war ein deutscher Advokat, Dichterjurist und Politiker.

## Leben
Georg Theodor Meyer war der Sohn des Advokaten und Kämmereisekretärs in Lüneburg Heinrich Rudolph Meyer (1760–1824) und besuchte das Gymnasium Johanneum Lüneburg bis 1815. Ab Oktober 1815 studierte er Rechtswissenschaften an der Universität Göttingen, wo er gemeinsam mit Rudolf Christiani der literarischen Studentenvereinigung Poetische Schusterinnung an der Leine unter dem Namen Treuwerth von der Ilmenau angehörte, deren Mitglieder 1818 die Literaturzeitschrift Wünschelruthe herausgaben. Meyer, der als Nichtkorporierter Student ein Mittelpunkt für viele aus Lüneburg stammenden Kommilitonen war, wird in seiner soziale Rolle in Göttingen von August Heinrich Hoffmann von Fallersleben in seinen Erinnerungen eingehend beschrieben.
Am 17. September 1818 wurde Meyer in Göttingen zum Doktor beider Rechte promoviert. Am 22. Oktober 1818 immatrikulierte er sich an der Universität Heidelberg. Er wurde, wie schon sein Vater, Advokat und war von 1819 bis 1853 in Lüneburg als Notar zugelassen.
1831 wurde er für Lüneburg in die Zweite Kammer der Ständeversammlung des Königreichs Hannover gewählt, wo er sogleich in die Kommission gewählt wurde, die am Entwurf des Hannoverschen Staatsgrundgesetzes von 1833 arbeitete. Meyer war ein liberalkonservativ und stand in der Hannoverschen Verfassungskrise 1837 auf Seiten der Opposition, was für ihn in der Folgezeit die eine oder andere Schikane seitens der Regierung auslöste. 1839 wurde er zum Senator der Stadt Lüneburg gewählt.
1841 wurde Meyer in der Zweiten Kammer der Ständeversammlung zu deren Präsident gewählt und war dort während der kurzen Zeit ihres Bestehens Wortführer der Opposition. 1846 wurde er bei Änderung der Lüneburger Stadtverfassung Syndicus der Stadt. 1848 wurde er zum Mitglied des Vorparlaments und zum Mitglied der Frankfurter Nationalversammlung für den 13. Wahlkreis Hannover in Lüneburg gewählt und verhielt sich in der kurzen Zeit seiner Zugehörigkeit zur Versammlung im Mai/Juni 1848 fraktionslos. Wegen seiner Ernennung zum Landdrost der Landdrostei Hildesheim musste er sein Mandat nach kurzer Zeit niederlegen; Nachrücker für ihn wurde Carl Christoph Merkel.
Ab Herbst 1849 kehrte Meyer in die Landespolitik des Königreichs Hannover zurück und bekleidete ab Herbst 1850 für ein Jahr das Amt des Kultusministers des Königreichs, während gleichzeitig der Lüneburger Oberbürgermeister Christian Wilhelm Lindemann das Innenministerium führte. Als solcher war er Mitglied des Hannoverschen Staatsrates. 1851 war er Kurator der Universität Göttingen. Mit dem Amtsantritt von König Georg V. von Hannover geriet er erneut in die Opposition.
Sein Nachlass befindet sich teilweise im Bundesarchiv und zum anderen Teil im Stadtarchiv Lüneburg.

## Auszeichnungen
- Ehrenbürger der Stadt Lüneburg (1832)[9]
- Ritter des Guelphen-Ordens (1851)